# Franz Neubauer (Politiker, 1909)
Franz Neubauer (* 29. Juli 1909 in Königsdorf; † nach 1938) war ein österreichischer, nationalsozialistischer Politiker und Landwirt aus Königsdorf, Burgenland. Er wurde am 15. März 1938 von Gauleiter Tobias Portschy zum Mitglied des Burgenländischen Landtags ernannt. Neubauer war zudem 1938 Kreisbauernführer und Kammerrat. Er trat zum 7. September 1931 der NSDAP bei (Mitgliedsnummer 514.857).